# National Intelligence Agency (Afrique du Sud)
Pour les articles homonymes, voir NIA.
Le NIA (National Intelligence Agency, ou Agence nationale de renseignements intérieurs) est une organisation sud-africaine responsable des renseignements intérieurs du pays. L’agence fut fondée à la suite des élections générales de 1994, en même temps que le SASS. La NIA a succédé au National Intelligence Service (NIS) qui avaient eux-mêmes succédé au BOSS (South African Bureau of State Security), en 1980. 
Le NIA s’occupe de contre-terrorisme et de contre-espionnage.